# Ellen Burstyn
Ellen Burstyn, właśc. Edna Rae Gillooly (ur. 7 grudnia 1932 w Detroit) – amerykańska aktorka filmowa i teatralna. Zdobywczyni Oscara dla najlepszej aktorki pierwszoplanowej.

## Życiorys
Pracowała w różnych zawodach, także jako modelka i tancerka. Na Broadwayu debiutowała w 1957. Za rolę w sztuce Za rok o tej samej porze w 1975 Burstyn zdobyła Nagrodę Tony dla najlepszej aktorki.
W latach 60. występowała głównie w telewizji, choć z tego okresu pochodzi jej pierwsza rola filmowa. W produkcjach telewizyjnych będzie chętnie grać również i wtedy, gdy stanie się uznaną aktorką filmową.
Pierwszą ważną rolę zagrała w Ostatnim seansie filmowym (1971) Petera Bogdanovicha. W 1975 uhonorowano ją Oscarem za pierwszoplanową rolę w dramacie obyczajowym Alicja już tu nie mieszka Martina Scorsese. Zagrała samotną matkę wychowującą nastoletniego syna i mimo przeciwności próbująca zrobić karierę piosenkarską.
Ponadto do Nagrody Akademii Filmowej była nominowana za role w Egzorcyście, Za rok o tej samej porze, Zmartwychwstaniu oraz Requiem dla snu.
Zasiadała w jury konkursu głównego na 34. MFF w Cannes (1981).

## Filmografia
Filmy fabularne
- 1963: The Big Brain jako Ellen
- 1964: Do widzenia, Charlie (Goodbye Charlie) jako Franny
- 1964: For Those Who Think Young jako dr Pauline Thayer
- 1969: Pit Stop jako Ellen McLeod
- 1970: Alex w Krainie Czarów (Alex in Wonderland) jako Beth
- 1970: Zwrotnik Raka (Tropic of Cancer) jako Mona
- 1971: Ostatni seans filmowy (The Last Picture Show) jako Lois Farrow
- 1972: Król Marvin Gardens (The King of Marvin Gardens) jako Sally
- 1973: Egzorcysta (The Exorcist) jako Chris MacNeil
- 1974: Thursday’s Game jako Lynne Evers
- 1974: Harry i Tonto (Harry and Tonto) jako Shirley
- 1974: Alicja już tu nie mieszka (Alice Doesn't Live Here Anymore) jako Alice Hyatt
- 1977: Opatrzność (Providence) jako Sonia Langham
- 1978: Krzyk kobiet (Kravgi gynaikon) jako Brenda
- 1978: Za rok o tej samej porze (Same Time, Next Year) jako Doris
- 1980: Zmartwychwstanie jako Edna McCauley
- 1981: The People vs. Jean Harris jako Jean Harris
- 1981: Cisza Północy (Silence of the North) jako Olive Frederickson
- 1984: Ambasador (The Ambassador) jako Alex Hacker
- 1985: Into Thin Air jako Joan Walker
- 1985: Surviving jako Tina Brogan
- 1985: Dwa razy w życiu (Twice in a Lifetime) jako Kate MacKenzie
- 1986: Coś nas łączy (Something in Common) jako Lynn Hollander
- 1986: Akt zemsty (Act of Vengeance) jako Margaret Yablonski
- 1987: Look Away jako Mary Todd Lincoln
- 1987: Stek kłamstw (Pack of Lies) jako Barbara Jackson
- 1988: Wojna Hanny (Hanna’s War) jako Katalin Senesh
- 1990: Dopóki o mnie pamiętacie (When You Remember Me) jako pielęgniarka Cooder
- 1991: Być kochanym przez pana Lamberta (Mrs. Lambert Remembers Love) jako Lillian 'Lil’ Lambert
- 1991: Za wcześnie umierać (Dying Young) jako pani O’Neal
- 1991: Wyspa miłości (Grand Isle) jako Mademoiselle Reisz
- 1992: Odzyskać siebie (Taking Back My Life: The Nancy Ziegenmeyer Story) jako Wilma
- 1993: Zawiedzione zaufanie (Shattered Trust: The Shari Karney Story) jako Joan Delvecchio
- 1993: Stowarzyszenie wdów (The Cemetery Club) jako Esther Moskowitz
- 1994: Odzyskać dziecko (Getting Out) jako matka Arlene
- 1994: Dopaść Gottiego (Getting Gotti) jako Jo Giacalone
- 1994: Trick of the Eye jako Frances Griffin
- 1994: Kiedy mężczyzna kocha kobietę (When a Man Loves a Woman) jako Emily
- 1994: Barwy zmierzchu (The Color of Evening) jako Kate O’Rielly
- 1995: Mój brat (My Brother’s Keeper) jako Helen
- 1995: Z biegiem rzeki (Follow the River) jako Gretel
- 1995: Koleżanki (The Baby-Sitters Club) jako Emily Haberman
- 1995: Współlokatorzy (Roommates) jako Judith
- 1995: Skrawki życia (How to Make an American Quilt) jako Hy Dodd
- 1996: Cross the Line jako Mary Davis
- 1996: Zegarek (Timepiece) jako Maud Gannon
- 1996: Our Son, the Matchmaker jako Iva Mae Longwell
- 1996: W cieniu przeszłości (The Spitfire Grill) jako Hannah Ferguson
- 1997: Flash jako Laura Strong
- 1997: A Deadly Vision jako Yvette
- 1997: Kłamca (Deceiver) jako Mook
- 1998: Patron kłamców (The Patron Saint of Liars) jako June Clatterbuck
- 1998: Gra w serca (Playing by Heart) jako Mildred
- 1998: Jeszcze mi podziękujesz (You Can Thank Me Later) jako Shirley Cooperberg
- 1999: Trudny powrót (Night Ride Home) jako Maggie
- 1999: Spacer po Egipcie (Walking Across Egypt) jako Mattie Rigsbee
- 2000: Mała syrenka (Mermaid) jako Trish
- 2000: Ślepy tor (The Yards) jako Val Handler
- 2000: Requiem dla snu (Requiem for a Dream) jako Sara Goldfarb
- 2001: W tych ścianach (Within These Walls) jako Joan Thomas
- 2001: Podróż Dodsona (Dodson's Journey) jako matka
- 2002: Boskie sekrety siostrzanego stowarzyszenia Ya-Ya (Divine Secrets of the Ya-Ya Sisterhood) jako Vivi Abbott Walker
- 2002: Distance jako Głos Końcowy
- 2002: Czerwony smok (Red Dragon) jako babcia Dolarhyde (głos)
- 2003: Los pędzlem malowany (Brush with Fate) jako Rika
- 2004: The Madam’s Family: The Truth About the Canal Street Brothel jako Tommie
- 2004: Pięć osób, które spotkamy w niebie (The Five People You Meet in Heaven) jako Ruby
- 2005: Our Fathers jako Mary Ryan
- 2005: Pani Harris (Mrs. Harris) jako Gerda Stedman
- 2006: Źródło (The Fountain) jako dr Lillian Guzetti
- 2006: 30 dni (30 Days) jako Maura
- 2006: Kult (The Wicker Man) jako lady Summersisle
- 2006: Król słoni (The Elephant King) jako Diana Hunt
- 2007: Aksamitny królik (The Velveteen Rabbit) jako Swan
- 2007: Oprah Winfrey Presents: Mitch Albom’s For One More Day jako Pauline (Posey) Benetto
- 2007: Kamienny anioł (The Stone Angel) jako Hagar
- 2008: Witaj, miłości (Lovely, Still) jako Mary
- 2008: Zaginiony diament (The Loss of a Teardrop Diamond) jako matka Fisher
- 2008: W. jako Barbara Bush
- 2009: Greta (Surviving Summer) jako Katherine
- 2010: Główna ulica (Main Street) jako Georgiana Carr
- 2014: Interstellar jako Stara Murph
- 2015: Wiek Adaline (The Age of Adaline) jako Flemming Prescott
- 2020: Cząstki kobiety (Pieces of a Woman) jako Elizabeth

Seriale telewizyjne
- 1958: Hallmark Hall of Fame jako Elizabeth
- 1960: Westinghouse Desilu Playhouse jako Greta Dryden
- 1961: Michael Shayne jako Carol
- 1961: Letter to Loretta jako Ann Walters
- 1961: Surfside 6 jako Wanda Drake
- 1961: The Dick Powell Show jako Rose Maxon
- 1961: Cheyenne jako Emmy Mae
- 1961–1964: 77 Sunset Strip jako Sandra Keene / Betty Benson
- 1962: Bus Stop jako Phyllis Dunning
- 1962: The Detectives Starring Robert Taylor jako Nora Carver
- 1962: Checkmate jako Margo
- 1962: Ben Casey jako dr Fraser / Connie
- 1962: I’m Dickens, He’s Fenster jako Joan
- 1962: The Many Loves of Dobie Gillis jako Donna
- 1962: Perry Mason jako Mona Winthrope White
- 1962: The Real McCoys jako Dorothy Carter, dziewczyna weterynarza
- 1962–1971: Gunsmoke jako Polly Mims / Amy Waters
- 1963: Laramie
- 1963: The Defenders jako Hilda Wesley
- 1963: Going My Way jako Louise
- 1963: Wagon Train jako Margaret
- 1964: Kraft Suspense Theatre jako Barbara Sherwood / Lucille Benton
- 1964: The Greatest Show on Earth jako Susan Mason
- 1964–1965: The Doctors jako doktor Kate Bartok
- 1965: Bob Hope Presents the Chrysler Theatre
- 1965: For the People jako Maria
- 1966: The Time Tunnel jako Eve Holland
- 1966–1967: The Iron Horse jako Julie Parsons
- 1967: The Big Valley jako siostra Jacob / Sarah
- 1968: Insight
- 1969: Wirgińczyk jako Kate Burden
- 1972: The Bold Ones: The Lawyers jako Rachel Lambert
- 1986–1987: The Ellen Burstyn Show jako Ellen Brewer
- 1998: A Will of Their Own jako Veronica Steward
- 2000–2005: Żarty na bok (That’s Life) jako Dolly DeLucca
- 2006: Księga Daniela (The Book of Daniel) jako Beatrice Congreve
- 2007–2011: Trzy na jednego (Big Love) jako Nancy Davis Dutton
- 2008: Prawo i bezprawie (Law & Order: Special Victims Unit) jako Bernie Stabler
- 2012: Political Animals jako Margaret Barrish

Producentka
- 2001: W tych ścianach (Within These Walls, producent wykonawczy)

## Nagrody
- Nagroda Akademii Filmowej Najlepsza aktorka pierwszoplanowa: 1975 Alicja już tu nie mieszka
- Złoty Glob Najlepsza aktorka w filmie komediowym lub musicalu: 1979 Za rok o tej samej porze
- Nagroda BAFTA Najlepsza aktorka: 1976 Alicja już tu nie mieszka
- Nagroda Tony Najlepsza aktorka w sztuce: 1975 Za rok o tej samej porze